# Варда
Варда (ср.-греч. Βάρδας; убит 21 апреля 866) — византийский государственный деятель. Брат императрицы Феодоры и фактический правитель государства в период её регентства (856—866) при малолетнем императоре Михаиле III. Занимал высокие посты ещё при его отце Феофиле и изначально был задвинут на второй план, однако в 855 году организовал убийство своего политического оппонента и возглавил регентский совет. Возведённый в ранг кесаря, он эффективно управлял империей последующие десять лет, — в период, который ознаменовался военными успехами, возобновлением дипломатической и миссионерской деятельности, а также интеллектуальным возрождением, ставшим предвестником ренессанса периода Македонской династии. По наущению представителя последней, нового фаворита императора Василия Македонянина, был убит. Годом позже последний узурпировал трон.

## Биография
Родился в семье друнгария Марина и Феоктисты, был старшим братом императрицы Феодоры, супруги императора Феофила, и Петроны. Три других сестры, Каломария, София и Ирина, упоминаются в истории продолжателя Феофана. По мнению некоторых исследователей, семья была армянского происхождения и проживала в Пафлагонии. Историки XX века Кирилл Туманов и Николай Адонц писали о происхождении его родителей от династии Мамиконянов, однако, по словам Нины Гарсоян, данный тезис не имеет никаких доказательств в источниках, хоть и выглядит привлекательно.
В 837 году Феофил повысил его до звания патрикия и направил его с военачальником Феофобом для военных действий в Абазгии, где он потерпел поражение. Со смертью императора Феофила молодой Михаил III (842—867) взошёл на трон. Так как новому властителю было только четыре года, начался период регентства. По завещанию самого почившего монарха регентом назначили его супругу Феодору. Ещё одним фактическим правителем империи стал дромологофет Феоктист, который быстро утвердился в качестве наиболее влиятельного из помощников Феодоры, хотя в регентский совет кроме него вошли родственники императрицы, братья Варда и Петрона и более дальний родственник Сергий Никитиат. Однако Варда в первые годы по-прежнему играл существенную роль, в частности активно побуждал сестру отказаться от иконоборческой доктрины. Он принял участие в расследовании, приведшем к низложению последнего константинопольского патриарха-иконоборца Иоанна Грамматика и восстановлению иконопочитания в следующем году после кончины Феофила. Однако Феоктист всё же отодвинул его на второй план. По словам хрониста Симеона Метафраста, он обвинил Варду в дезертирстве из-за которого греки потерпели поражение в битве при Мавропотамии против Аббасидов в 844 году. При этом армию в том сражении возглавлял сам Феоктист, а годом ранее он провалил экспедицию против Критского эмирата из-за слухов о том, что императрица собирается сделать брата императором. Однако обвинения оказались удачными, и Варду изгнали из Константинополя на неопределённый срок.
В 856 году Михаил, достигший совершеннолетия, начал возмущаться против отстранения себя от дел управления государством матерью и Феоктистом. Варда воспользовался этим: Феоктист был убит, а императрица заключена в монастырь. Михаил незамедлительно поставил своего дядю на высочайшие должности в государстве (каниклий, то есть личный секретарь и придворный «хранитель чернильницы», магистр, доместик схол). В последующие десять лет Варда был влиятельным правителем империи. Его положение ещё более укрепилось в 862 году, когда он был возвышен до звания кесаря. Благодаря его таланту одарённого управленца, империя пережила один из ярчайших периодов в истории Византии.
В результате интриг нового фаворита императора Василия Македонянина (в будущем — императора Василия I, основателя «армянской династии» из фемы Македонии, где находились его родители на момент его рождения; отсюда македонская династия) Варда был убит.